# 제이크 (핀과 제이크의 어드벤처 타임)
제이크 더 도그(Jake the Dog), 줄여서 제이크(Jake)는 카툰 네트워크의 애니메이션 시리즈 《핀과 제이크의 어드벤처 타임》의 주인공이다. 존 디마지오가 성우를 맡았으며, 스핀오프 시리즈인 《어드벤처 타임: 머나먼 땅》과 《어드벤처 타임: 피오나와 케이크》에서도 등장한다. 파일럿 단편에서 첫 등장하였으며, 작품 초기 기준 "마법 개 나이"로 28살이다.
제이크는 자신의 몸을 원하는 모양과 길이로 마음대로 늘리거나 줄일 수 있는 마법 불도그이다. 제이크는 작품의 또 다른 주인공인 핀의 절친이자 정신적인 멘토 역할을 해주나, 가끔은 못 미더운 장난스러운 조언을 해주기도 한다. 제이크의 마법 능력은 전투를 하거나 탈 것으로 변신하여 핀을 태우고 가는 등 유용하게 쓰인다. 제이크의 여자친구는 무지개콘(니키 양)으로 둘은 다섯 자녀를 낳게 된다.
제이크의 성반전 버전은 고양이 케이크로 세 번째 시즌 에피소드 〈Fionna and Cake〉에서 첫 등장하였으며, 이후 스핀오프 《어드벤처 타임: 피오나와 케이크》에서 주인공을 맡게 된다.

## 디자인과 성우

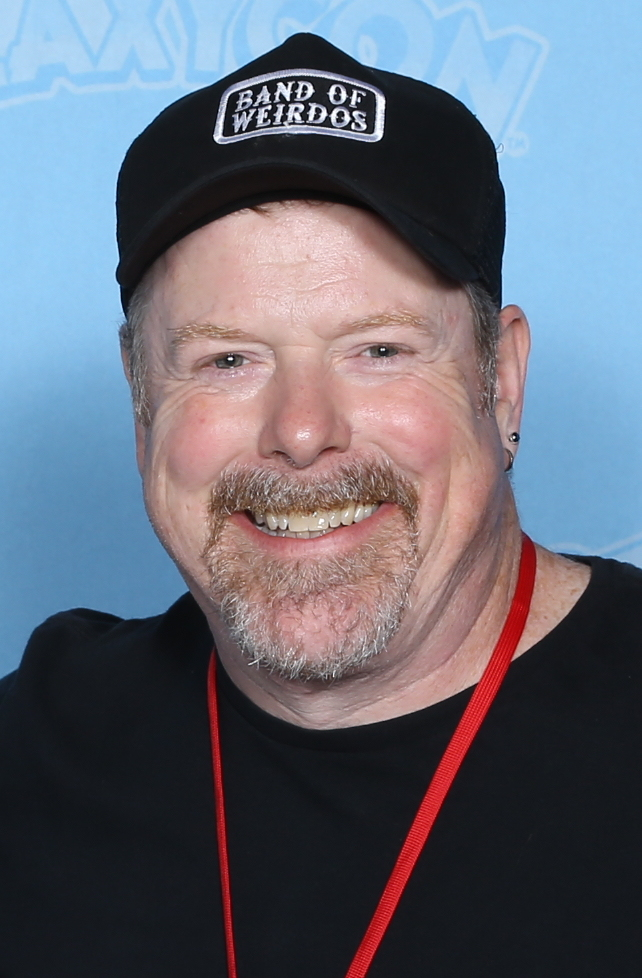
제이크의 성우 존 디마지오.

시리즈 창시자 펜들턴 워드는 《어드벤처 타임》과 핀과 제이크를 구상할 때 롤플레잉 게임 《던전 앤 드래곤》에서 많은 영감을 얻었다고 말하였다. 워드는 핀과 제이크의 동기가 "몬스터를 처치하고 던전을 탐험하고 보물을 찾는" 욕구를 가진 숭고한 정신이라고 설명하였다. 워드는 어린 시절 집에서 주로 시간을 보내었는데, "(실내에서의) 모험 경험"이 핀과 제이크의 모험을 만들어내었다고 언급하였다. 작품의 초기 개발 단계에서 워드는 핀과 제이크를 천막에서 생활하는 유목인들의 모습으로 묘사하려고 하였다. 그러나 이는 카툰 네트워크의 요청에 따라 나무집에서 머무르며 사는 것으로 바뀌게 된다.
《애니메이션 월드 네트워크》와의 인터뷰에서 워드는 《미트볼》에서 빌 머리가 맡은 역할인 트리퍼 해리슨(Tripper Harrison)에서 제이크의 영감을 받았다고 밝혔다. 제이크는 단편 애니메이션 〈어드벤처 타임〉에서 첫 등장하였다. 해당 단편은 2008년 니켈로디언의 쇼케이스 프로그램인 《랜덤! 카툰스》의 일부로 방영되었으며, 당시 이름은 단순히 '제이크'였다. 제이크의 목소리는 파일럿과 본작 모두 존 디마지오가 연기하였다. 2018년 작품 종영 당시 디마지오는 "나의 많은 부분이 제이크와 닮았고, 그러한 연결 고리가 많이 아쉬울 것 같다."라고 말하며 제이크에 대한 애정을 드러내기도 하였다.
제이크는 에피소드에 따라 적게는 3개에서 많게는 5개의 손가락과 발가락을 가진 것으로 그려지는데, 워드는 이에 대해 몸을 마음대로 키우고 늘릴 수 있는 능력이 있기 때문이라고 설명하였다. 평상시 제이크는 별다른 옷을 입지 않는데, 시즌 1 〈Donny〉에서는 평상시 거미줄로 만든 투명 바지를 입고 있고 있다는 사실이 밝혀진다. 시즌 9의 미니시리즈 《Elements》 이후 제이크는 워렌 앰퍼샌드와 비슷하게 큰 키에 다섯 개의 눈을 가진 파란 괴물의 모습으로 바뀌는데, 이것이 원래 제이크의 본모습임이 밝혀진다. 그 다음 에피소드인 〈Abstract〉에서는 다시 원래의 모습으로 돌아온다.

## 등장
제이크는 《어드벤처 타임》의 주인공으로 가장 친한 친구이자 동시에 형제인 핀과 함께 자주 등장한다. 제이크는 조슈아와 마가렛 밑에서 친형제 저메인과 숲에서 입양한 인간 핀과 함께 유년 시절을 보내었다.
제이크는 젊은 시절 갱단의 리더 역할을 하고 여러 범죄를 저지르는 등 범죄자로 지낸 경험이 있었으나, 이후 손을 씻고 핀과 함께 모험을 하며 평범한 삶을 보내게 된다. 제이크는 무지개콘과 연애 관계를 맺는다. 둘은 비올라 연주를 하는 것이 공통의 취미여서 서로 친해졌다. 이후 둘은 찰리, 비올라, 제이크 주니어라는 이름의 딸 셋과 T.V.와 김길환이란 이름의 아들 둘, 총 다섯 명의 부모가 된다.
시즌 6 〈Joshua & Margaret Investigations〉에서 제이크의 아버지인 조슈아는 아내 마가렛과 함께 수사를 하던 중, 다른 차원에서 온 외계 생명체인 워렌 앰퍼센드에 의해 정수리를 물려 감염이 된다. 조슈아의 정수리를 뚫고 태어난 것이 바로 제이크로 제이크가 몸을 마음대로 변형시킬 수 있는 힘을 가진 것 역시 워렌에게서 물려받은 것이었다. 제이크는 이러한 사실에 대해서는 알지 못한 채 그저 어린 시절 마법의 진흙탕에 뒹굴었던 것을 힘의 기원으로 믿고 있었다.
마지막 에피소드 〈Come Along with Me〉에서 핀과 제이크는 버블검 공주를 도와 검발드와 함께 싸우게 된다. 폭력은 갈등을 해결하기 위한 올바른 방법이 아니라는 것을 알아차린 이들은 우 랜드를 파괴시키려는 초월적인 존재 골브를 무찌르기 위해 검발드와 손을 잡는다. 힘을 합쳐 골브를 처치하는 데는 성공하지만 그 과정에서 퍼른은 죽고 만다. 핀과 제이크는 퍼른이 남긴 잔해를 폐허가 되버린 나무집에 다시 심어준다.
《어드벤처 타임: 머나먼 땅》의 에피소드 〈Together Again〉은 작품 종영 이후 주인공들의 사후 이야기를 다루고 있다. 죽음의 세계로 떠난 핀은 먼저 세상을 떠난 제이크와 재회한다. 이후 둘은 함께 현실 세계에서 또 다른 모습으로 다시 태어나기로 결정한다.

### 케이크 더 캣
케이크의 성 반전 버전은 고양이 케이크로 세 번째 시즌 〈Fionna and Cake〉에서 첫 등장한다. 로즈 라이언이 성우를 맡았으며, 작중 얼음대왕(톰 케니)이 팬 픽션으로 만들어 낸 세계관에 등장하는 가상 인물이다. 피오나와 케이크의 콘셉트는 스토리보드 작가 나타샤 알레그리의 그림에서 비롯되었다. 피오나와 케이크는 팬들로부터 많은 인기를 얻었으며, 이후 다섯 번째 시즌 〈Bad Little Boy〉, 여섯 번째 시즌 〈The Prince Who Wanted Everything〉, 여덟 번째 시즌 〈Five Short Tables〉, 아홉 번째 시즌 〈Fionna and Cake and Fionna〉에서 재등장한다. 작품 종영 이후 공개된 스핀오프 시리즈 《어드벤처 타임: 피오나와 케이크》에서는 주인공으로 등장한다.

## 평가
디 A.V. 클럽의 댄 닐런(Dan Neilan)은 "제이크는 최고의 사이드킥이다."라고 말하며 "몸을 늘리고 줄이고 아무 모양으로 몸을 바꿔 친구 핀의 전투를 도울 뿐만이 아니라, 춤추고 노래하거나 베이컨 팬케이크를 구울 수도 있다."라고 언급하였다. 《사이파이》(Syfy)의 캐시디 워드(Cassidy Ward)는 제이크의 생태가 "기이하다"라고 언급하였다. 《복스》(Vox)의 에밀리 세인트제임스(Emily St. James)는 "당대 최고의 성장 이야기"라고 칭찬하며 제이크에 대해 "행복한 방랑자에서 어른다운 무언가로 바뀌었다"라고 말하였다.
2019년 《더 데일리 비스트》의 리치 골드스타인(Rich Goldstein)은 코스플레이어 사이에서의 핀의 인기가 증가했다고 언급하며 "지난 몇 년간 미국 전역의 핼러윈 밤이나 여러 만화 컨벤션에서 어른 아이 할 것 없이 핀과 제이크의 복장을 입은 사람들이 점점 더 많아지고 있다."라고 말하였다. 존 디마지오는 "컨벤션에서 모두가 핀과 제이크의 코스튬을 입고 있는 모습을 바라보면 이들이 얼마나 캐릭터들을 사랑하는지 알 수 있다."라고 언급하였다.

## 추가 읽기
- McDonnell, Chris (2014). 《Adventure Time: The Art of Ooo》 (영어). Harry N. Abrams. ISBN 9781419704505.
- Olson, Martin (2013). 《The Adventure Time Encyclopaedia (Encyclopedia): Inhabitants, Lore, Spells, and Ancient Crypt Warnings of the Land of Ooo Circa 19.56 B.G.E. - 501 A.G.E.》 (영어). Harry N. Abrams. ISBN 978-0-8126-9858-9.